# Dicallaneura decorata
Dicallaneura decorata is een vlindersoort uit de familie van de prachtvlinders (Riodinidae), onderfamilie Nemeobiinae.
Dicallaneura decorata werd in 1862 beschreven door Hewitson.